# Mikael Antonsson
Mikael Antonsson (* 31. Mai 1981 in Karlskrona, Schweden) ist ein ehemaliger schwedischer Fußballspieler. Der Abwehrspieler, der 2004 in der schwedischen Nationalmannschaft debütierte, gewann in Österreich und Dänemark mehrere nationale Titel. Nachdem er lange Zeit – unter anderem wegen diverser Verletzungen und Blessuren – nur sporadisch zur Landesauswahl gehört hatte, nahm er acht Jahre nach seinem Debüt erstmals an einem großen Turnier teil, als er im Kader für die Europameisterschaft 2012 berücksichtigt wurde.

## Werdegang

### Karrierestart in Schweden
Antonsson begann seine Karriere bei AIK Sillhövda. Bereits als Jugendlicher debütierte er in der A-Mannschaft des unterklassig antretenden Amateurklubs. 1997 wechselte der Verteidiger zum schwedischen Topklub IFK Göteborg, wo er allerdings zunächst hauptsächlich in der Jugendabteilung eingesetzt wurde. Parallel stand er in verschiedenen schwedischen Juniorennachwuchsnationalmannschaften. In der Spielzeit 2001 kam er zu seinem Debüt in der Allsvenskan. Nach drei Kurzeinsätzen in seinem ersten Profijahr debütierte er im Februar 2002 auch in der schwedischen U21-Nationalmannschaft, als diese beim Debüt des neuen Trainers Torbjörn Nilsson der griechischen Juniorennationalmannschaft unterlag.
In der Folgezeit etablierte sich Antonsson sowohl in der Juniorennationalmannschaft als auch bei seinem Verein. Ab der Spielzeit 2003 gehörte der Defensivspieler zu den Stammkräften des Klubs. In 23 Spielen kam er für den Klub zum Einsatz, an der Seite von Håkan Mild, Jonas Henriksson, Magnus Erlingmark und Martin Ericsson belegte er zum Saisonende den siebten Platz. Am 22. Januar 2004 wurde er von Nationaltrainer Lars Lagerbäck mit seinem Debüt in der Nationalmannschaft belohnt, als diese in Hongkong der norwegischen Nationalelf mit einer 0:3-Niederlage unterlag. Später im Jahr nahm er mit der Nachwuchsauswahl an der U-21-Europameisterschaft teil. Mit der Mannschaft erreichte er den vierten Platz und bestritt alle fünf Turnierspiele.

### Wechsel ins Ausland

#### In Österreich und Griechenland
Im Anschluss an das Turnier im Sommer 2004 verließ Antonsson Schweden und ging zum FK Austria Wien. Die zwei Jahre in Österreich waren von etlichen Krankheiten und Verletzungen überschattet, so dass er in den beiden Spielzeiten jeweils weniger als die Hälfte der Saisonspiele absolvieren konnte. Trainer Frenk Schinkels musste auf seinen Einsatz sowohl im ÖFB-Cup-Endspiel 2005 als auch 2006 verzichten, als die Mannschaft jeweils als Sieger vom Platz ging. Beim Meisterschaftsgewinn 2006 war er im Saisonverlauf lediglich in zwölf Spielen eingesetzt worden.
Im Sommer 2006 zog Antonsson weiter zum griechischen Klub Panathinaikos Athen, der von seinem Landsmann Hans Backe trainiert wurde, und unterzeichnete einen Vertrag mit drei Jahren Laufzeit. Dort traf er mit Mikael Nilsson auf einen weiteren Schweden. Während dieser regelmäßig zum Einsatz kam, blieb Antonsson insbesondere nach der Entlassung Backes Mitte September meistens nur die Rolle des Ersatzspielers. Daher blieb er hier ebenfalls glücklos und kehrte im Sommer 2007 nach Nordeuropa zurück.

#### Herzprobleme und Titelgewinne in Dänemark

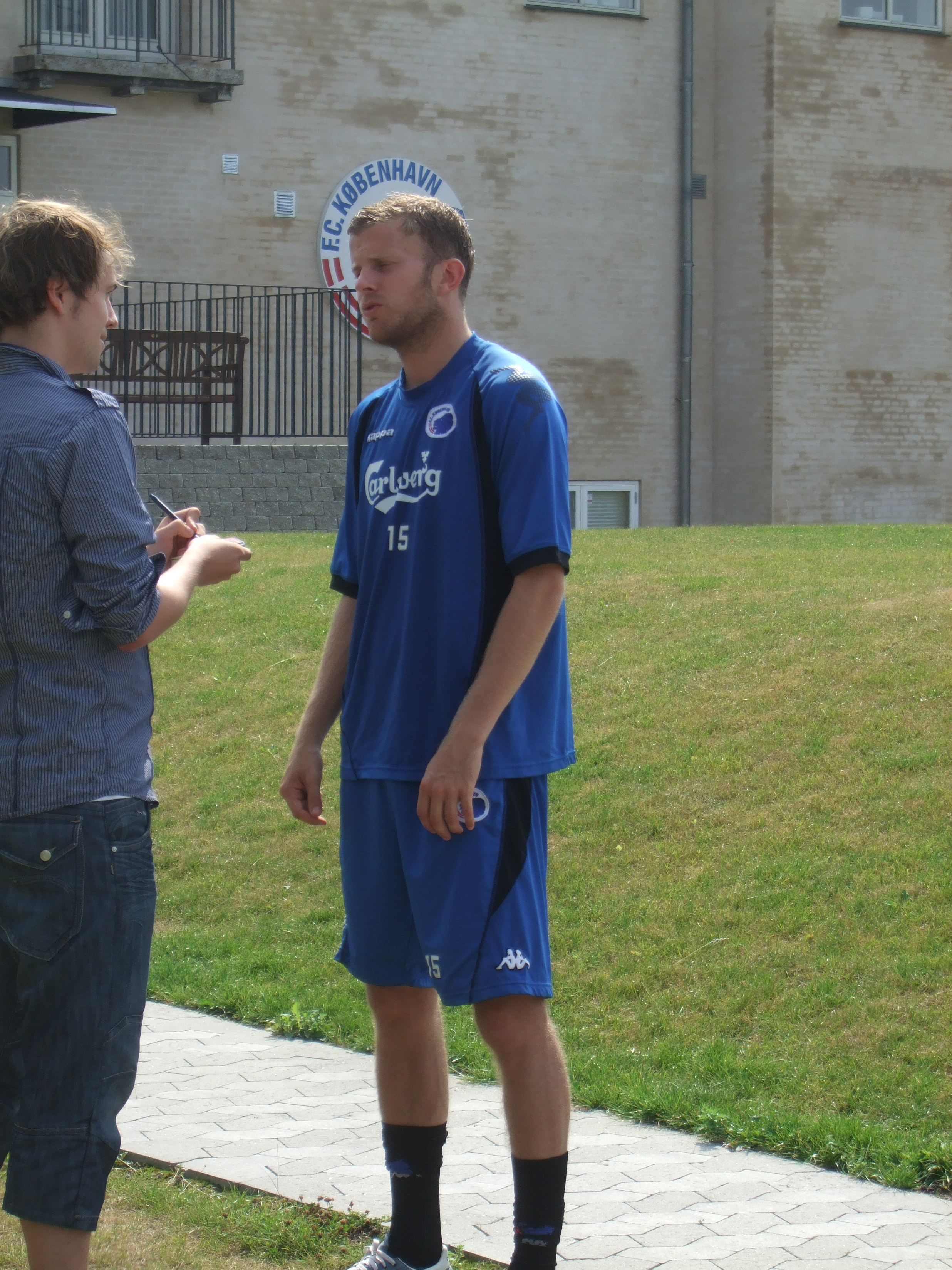
Antonsson 2008 nach dem Training

Beim dänischen Erstligisten und amtierenden Meister FC Kopenhagen unterschrieb Antonsson einen Vier-Jahres-Vertrag. Kurz nach Beginn der Spielzeit verletzte er sich am Knie. Im Oktober des Jahres kehrte er auf das Spielfeld zurück und etablierte sich unter Trainer Ståle Solbakken bis zum Saisonende als Stammkraft. Nach Herzrhythmusstörungen pausierte er jedoch gegen Saisonende erneut. Ende Juni 2008 unterzog er sich daher einer Operation, beklagte sich aber danach immer noch über Probleme. Nach Wiederaufnahme des Trainings im Juli verletzte er sich zudem erneut am Knie. Im August begann er erneut mit leichtem Training und unterzog sich erneut einer Untersuchung seines Herzens, dieses Mal bei schwedischen Spezialisten. Ende September erhielt er den endgültigen Bescheid der behandelnden Ärzte, wieder einsetzbar zu sein und feierte in der Reservemannschaft sein Comeback.
Ab November wieder für den dänischen Klub in der ersten Mannschaft aktiv, bestritt Antonsson bis zum Saisonende 19 Ligapartien und trug somit zum Gewinn des Meistertitels bei. In den folgenden Spielzeiten blieb er nahezu verletzungsfrei. An der Seite von César Santin, Jesper Grønkjær, William Kvist und seiner Landsmänner Oscar Wendt, Johan Wiland sowie Peter Larsson verteidigte er in der folgenden Spielzeit den Titel, gegen APOEL Nikosia scheiterte er mit der Mannschaft jedoch in der Play-off-Runde zur UEFA Champions League 2009/10.
In der Spielzeit 2010/11 lief Antonsson in 28 Ligaspielen auf und war eine der Stützen beim dritten Meisterschaftsgewinn in Serie. Dieses Mal erreichte die Mannschaft zudem die Gruppenphase der Champions League und erreichte als Gruppenzweiter hinter dem späteren Titelgewinner FC Barcelona vor Rubin Kasan und Panathinaikos Athen die K.O.-Runde. Nach einer 0:2-Heimniederlage gegen den FC Chelsea schied die Mannschaft trotz eines 0:0-Remis an der Stamford Bridge aus dem Wettbewerb aus. Längerfristig verletzungsfrei und mit guten Leistungen in der dänischen Superliga war Antonsson zudem unter Nationaltrainer Erik Hamrén im Herbst 2010 in die Nationalmannschaft zurückgekehrt als Andreas Granqvist verletzungsbedingt ausfiel. Bei den Länderspielen gegen die Niederlande im Rahmen der Qualifikation zur Europameisterschaft 2012 und Deutschland blieb er jedoch ohne Einsatz, sein Comeback feierte er im März beim Qualifikationsspiel gegen die moldauische Auswahl. Kurz nach Saisonende verletzte er sich erneut und fiel für die abschließenden Länderspiele aus.

#### Wechsel in die Serie A
Anfang Juli 2011 wechselte Antonsson in die Serie A und unterschrieb beim FC Bologna. Nach kurzen Anlaufschwierigkeiten etablierte er sich im Kader des Klubs und war nach einem Trainerwechsel, als Stefano Pioli übernahm, insbesondere in der Rückrunde Stammkraft des norditalienischen Vereins aus der Emilia-Romagna. Im März bremste ihn eine Verletzung am Oberschenkel, die ihn zu einer knapp einmonatigen Pause zwang. Am Saisonende erreichte er mit der Mannschaft an der Seite von Andrea Raggi, Gaby Mudingayi und Daniele Portanova den neunten Tabellenplatz.
Am 14. Mai 2012 berief Nationaltrainer Erik Hamrén Antonsson, der seit seinem Comeback im März des Vorjahres kein weiteres Länderspiel bestritten hatte, in seinen 23 Spieler umfassenden Kader für die Europameisterschaft in Polen und der Ukraine, wo er einer von 20 im Ausland aktiven Spielern ist. Beim Turnier blieb er ohne Einsatz, die Landesauswahl schied als Gruppenletzte aus dem Turnier aus. Während er im Anschluss bei seinem Klub über weite Strecken als Stammspieler reüssierte, hielt er sich auch in der Nationalmannschaft und kam häufiger zum Einsatz. In der Qualifikation zur Weltmeisterschaftsendrunde 2014 scheiterte er mit der Auswahlmannschaft erst in den Play-offs an Portugal.

#### Rückkehr nach Dänemark
Ab 2014 spielte Antonsson wieder für seinen ehemaligen Verein FC Kopenhagen und konnte seitdem zweimal die Meisterschaft und dreimal den Pokalsieg feiern. Wegen diverser Verletzungen (Kieferbruch, Außenbandriss, Sehnenriss, Leistenverletzung) bestritt er bisher in den fast dreieinhalb Jahren nur 45 Meisterschaftsspiele, in denen er ohne eigenen Torerfolg blieb. Während dieser Zeit gewann er mit dem Klub 2016 und 2017 zweimal in Folge das Double aus Meisterschaft und Landespokal, zudem hatte der Klub 2015 bereits den Pokal gewonnen. Lediglich im Endspiel um den Pokal 2015/16 gegen Aarhus GF hatte er dabei im Endspiel mitgewirkt, als Nicolai Jørgensen und William Kvist bei einem Gegentreffer von Morten Rasmussen einen 2:1-Endspielerfolg herausschossen.
Im Januar 2018 beendete Antonsson ein halbes Jahr vor Auslaufen seines Spielervertrags seine aktive Laufbahn und wechselte in den Trainerstab von Ståle Solbakken beim dänischen Klubs. Nachdem er zuletzt Teamleiter war, musste er im Herbst 2021 nach insgesamt über zwölf Jahren Klubzugehörigkeit ebenso wie der langjährig für den Klub als Torwarttrainer und Antonssons Vorgänger als Teamleiter tätige Per Wind den Klub im Zuge einer Umstrukturierung verlassen.

## Erfolge
- Dänischer Meister: 2009, 2010, 2011, 2016, 2017
- Dänischer Pokalsieger: 2009, 2015, 2016, 2017
- Österreichischer Meister: 2006
- Österreichischer Pokalsieger: 2005, 2006